# Дубини (Шептицький район)
Ду́бини — село в Україні, у Шептицькому районі Львівської області. Населення становить 133 особи.

## Географія
Село розташоване на лівому березі каналу Майданського.